# Richard Herzog (Physiker)
Richard Franz Karl Herzog (* 13. März 1911 in Wien; † 26. September 1999) war ein österreichisch-amerikanischer Physiker.

## Leben und Wirken
Herzog war ein Schüler und Assistent von Felix Ehrenhaft an der Universität Wien. Außerdem war er ein Schüler von Josef Mattauch, der ihn mit der Untersuchungen die Ionenoptik in Massenspektrometern beauftragte. 1934 präsentierten sie den Entwurf für ein verbessertes doppelfokussierendes Massenspektrometer (Mattauch-Herzog-System bzw. Geometrie). Gebaut wurde es 1936 von Mattauch und Herzog und auch in den USA wurden Geräte nach dem Vorbild in den 1930er Jahren gebaut. Es erlaubte Atomgewichte in bis dahin nicht gekannter Präzision zu bestimmen.
Im Zweiten Weltkrieg führte er mit Mattauch massenspektroskopische Untersuchungen in Wien fort. Am 3. April 1940 beantragte er die Aufnahme in die NSDAP und wurde zum 1. Juli desselben Jahres aufgenommen (Mitgliedsnummer 8.450.002). Herzog war in Wien Assistent am 1. Physikalischen Institut und arbeitete eng mit Georg Stetter (dem Direktor des 2. Physikalischen Instituts) zusammen, vor allem am als besonders kriegswichtig eingestuften Projekt der Tarnung von U-Booten gegen Radarpeilung von Flugzeugen (schwarzes U-Boot, beteiligt waren auch Erwin Fues und andere). Stetter selbst war sehr aktiv im Uranprojekt und hatte auch dafür umfangreiche Finanzierung erhalten (die Labore in Wien gehörten zu den am besten ausgestatteten auf diesem Gebiet im Deutschen Reich). Herzog baute mit dem Mattauch-Schüler Alfred Bönisch einen Massenspektrographen unter anderem zur Isotopentrennung, die Arbeiten wurden aber nicht beendet und der Apparat angesichts der Bombenangriffe zerlegt und im Keller des 1. Physikalischen Instituts gelagert. In den Farm-Hall-Protokollen meinte Kurt Diebner, dass Wilhelm Walcher und Herzog Pläne hatten, Massenspektrometer zu bauen, um Uranisotope zu trennen, beide wären aber nicht erfolgreich gewesen. 1946 wurde Herzog und einige andere wie Willibald Jentschke in Wien wegen Parteimitgliedschaft in der NSDAP vorübergehend entlassen. Josef Schintlmeister, der ebenfalls entlassen worden war, versuchte Herzog und Jentschke für das sowjetische Kernwaffenprojekt anzuwerben, diese lehnten aber ab. Bald darauf war er aber wieder an der Universität Wien angestellt und ab 1950 Professor. 
1953 emigrierte er in die USA und wurde 1958 US-Staatsbürger. Zuerst war er am Air Force Cambridge Research Center in Bedford (Massachusetts) und dann bei der Geophysics Corporation of America (GCA) in Bedford, zuerst als Manager der Abteilung Ionenphysik und dann bis 1973 als Chefwissenschaftler für Weltraumphysik (Space Science Operations). Danach war er bis zur Emeritierung 1978 Professor für Physik und Astronomie an der University of Southern Mississippi in Hattiesburg.
1949 legte er mit seinem Doktoranden Franz Viehböck (Dissertation 1948) die ersten Grundlagen für Sekundärionen-Massenspektrometrie (SIMS). Die Ionenquelle dazu hatte Herzog schon 1942 entwickelt und patentiert. Auch in den USA verbesserte er die SIMS mit einer bedeutenden Veröffentlichung 1963 mit Helmut Liebl, der 1956 in München promovierte und 1959 zu Herzog an die GCA kam (aber schon vorher mit ihm zusammenarbeitete). Sie waren später als Raimond Castaing und Georges Slodzian in die Entwicklung eines SIMS eingestiegen, hatten aber den Vorteil großer Erfahrung und der Finanzierung durch die NASA, die eine kompakte Ionen-Mikroprobe für ihre Mondlandemission wollte. 1963 präsentierten sie ihr IMS101 (drei Jahre nach Castaing und Slodzian). Im Gegensatz zu dem französischen Gerät (dessen Weiterentwicklung in der Firma Cameca geschah) benutzten sie ein doppelfokussierendes Spektrometer (also neben dem Magneten auch ein elektrostatisches Feld) und als Ionenquelle ein Duoplasmatron von Manfred von Ardenne (1956). Später kam es zu einem Patentstreit mit Cameca.
Ein Preis der Deutschen Gesellschaft für Massenspektrometrie ist nach ihm und Mattauch benannt. Er war 1985 Ehrenvorsitzender der 5. SIMS Konferenz. Herzog war Mitglied der American Society for Mass Spectrometry. 1983 wurde er Ehrendoktor der Universität Wien.

## Schriften (Auswahl)
- Ionen- und elektronenoptische Zylinderlinsen und Prismen, Teil I, Z. f. Physik, Band 89, 1934, S. 447–473
- mit Viehböck: Ion source for mass spectrometry, Phys. Rev., Band 76, 1949, S. 855L–856L
- mit H. J. Liebl: Sputtering ion source for solids, J. Appl. Physics, Band 34, 1963, S. 2893–2896